# 이자스민
이자스민(李자스민, 1977년 1월 6일~)은 필리핀 출신의 방송인, 배우이다. 혼인 전 이름은 자스민 바쿠르나이 이 비야누에바(타갈로그어: Jasmine Bacurnay y Villanueva)이다. 제19·21대 국회의원을 지냈다.

## 이력
1998년 대한민국 국적을 취득하였다.
1993년 필리핀 다바오에 있는 '아테네오 데 다바오 대학교'(Ateneo de Davao University) 생물학과에 입학하여 학교를 다니다, 항해사로 일하던 한국인 남편 이동호를 만나 1995년 결혼하고 1996년 3월 대학중퇴 후 한국에 들어왔다. 이후 3년 뒤 귀화해서 이주 여성들의 봉사단체이자 문화네트워크인 물방울나눔회 사무총장을 맡아 다문화가정을 위한 활동을 해왔다. 그의 남편이었던 이동호는 2010년 8월 8일 오전 10시 10분경 강원도 영월군 김삿갓면 진별리 인근 옥천동에서 약한 급류에 휩쓸린 딸을 구하던 도중에 물에 빠져 심장마비로 사망 했다.
제19대 총선거에서 새누리당의 비례대표 15번으로 당선되었다. 2019년 11월 11일, 자유한국당을 탈당하고 정의당에 입당했다.

## 논란

### 학력 논란
이자스민은 방송에서 자신이 명문대 의대 출신(중퇴)이라고 말해 학력과 관련해 논란이 일자, 선거를 앞두고 선관위에 제출한 서류에는 생물학과 중퇴임을 기재하였다. 민주통합당의 양보현 부대변인은 2012년 3월 29일의 논평에서 "학력위조는 가벼운 문제가 아니다"며 "이자스민 후보가 슬그머니 선관위에 제출한 서류만 고쳐놓은 점은 비양심적이고 무책임한 태도"라고 하였고, 또한 "공개적인 해명과 사과를 요구한다"고 밝혔다. 이에 대해 이자스민 의원은 2012년 6월 8일 한 라디오 방송 프로그램에 출연하여 "한국과 필리핀의 교육제도 차이에서 빚어진 오해이고, 언론이 과장한 면이 있지만 그 당시 정정보도 요청을 하지 않은 잘못이 있다" 며 해명하였지만 석연치 않은 해명으로 비난여론이 있었다.
필리핀은 한국과 의대 관련 제도가 조금 다르다. 한국이 의학 학부에 입학하여 6년 간 전공하는 개념이라면, 필리핀은 4년의 학부 과정을 거친 뒤 의학전문대학원에 진학 및 전공해야 의사가 된다. 이자스민은 아테네오 데 다바오 대학에서 3년의 학부 과정을 마친 뒤 중퇴했고, 대입 시험에서 100점 만점에 99점을 받았다. TV프로그램 두 시간 가량을 녹화하면서 그런 과정을 설명했으나 중간이 편집되어 오해가 논란이 되었다.

### 미인대회 거짓말 논란
동네 미인대회 입상 경력을 미스 필리핀 입상 경력으로 포장했다며 거짓말 논란으로 비난을 받았다. 이에 대해 이자스민은 미스 필리핀이 아니라 다바오시 미인대회 3위였다고 밝힌 바 있다. 다바오시는 2000년 정도 당시에도 인구 100만 명이 넘는 규모의 도시로 단순히 '동네 미인대회'로 보기에는 무리가 있다. 다만 '미인대회 출신'이라고 말했던 것이 오해와 과장이 된 부분이다.

### 위안부 기림비 결의안 관련
이자스민이 위안부 기림비 결의안을 반대하였다고 알려져 논란이 일었으나 이후, 반대가 아닌 유보 의견이였으며, 인터뷰를 통해 "국회 안에서 짓자는 것을 좀 더 유동인구가 많은 곳에 짓자는 주장이었다"고 해명하였다. 이후, 일본군위안부 피해자 기림 공원 조성 결의안을 공동발의하였다.
이자스민은 이전에 일본군위안부 피해자들이 명예훼손 및 손해배상 등에 대해 국가가 법률상담 및 소송대리 등을 지원하는 내용을 담은 '일제하 일본군위안부 피해자에 대한 생활안정지원 및 기념사업 등에 관한 법률 일부개정법률안'을 대표 발의한 적이 있다.

### 2012년 11월 호주 ABC방송과 인터뷰 논란
이자스민 의원은 2012년 11월 호주 ABC 방송과의 인터뷰에서 "We cannot force them to be Koreans, we have to understand where they're coming from, and what they're thinking." "우리는 그들(이주민들) 에게 한국인이길 강요할 수 없다. 우리는 그들이 어디서 왔는지, 무엇을 생각하는지 이해해야 한다."고 인터뷰했고, 이어 기자가 "She says a culturally-pure Korea will eventually become a thing of the past." "그녀에 따르면 문화적으로 순수한 한국은 결국은 과거의 것이 될 것이다."라 덧붙힌 내용이 이자스민이 직접 발언한 것처럼 와전된 것이다.

### 이자스민 의원 아들 담배 절도 논란
이자스민 의원 아들 ㅇ씨가 2015년 3월 홍익대학교 인근 편의점에서 아르바이트를 하다 담배 200여갑을 훔친 혐의에 대해 마포경찰서는 증거를 확보하지 못하여 무혐의 처분을 하였다. 이자스민측은 업무미숙이라는 변명과 편의점 사장 역시 "절도 피해를 본 적이 없다'라고 하였지만 여론은 '업무 미숙으로 한 두 갑 사라지는 건 이해하지만 200갑이 사라진 것도 업무 미숙으로 봐야 하나'라며 비난이 있었다.
이자스민씨의 아들ㅇ씨의 절도 의혹은 지난 1일 세계일보의 보도로 불거졌다. 세계일보는 ‘새누리당 의원의 열아홉살 아들이 서울 마포구 홍대입구 한 편의점에서 아르바이트생으로 일하면서 30여만원 또는 이 금액에 상당하는 담배를 훔친 의혹을 사고 있다’고 전했다.
신문은 편의점 업계의 말을 빌어 ㅇ씨가 하루 동안 수십여 차례에 걸쳐 담배 판매 바코드를 찍었다가 반품 처리하는 방식으로 이 같은 일을 벌인 것으로 의심된다고 전했다. 편의점측은 ㅇ씨가 일한 다른 날에도 담배 판매 기록을 취소했는지 등을 확인하고 있었다고 했다.
당시 보도에 따르면 이자스민 의원 아들의 절도 의혹은 꽤 믿을만했다고 한다. 문제의 편의점 점주는 ㅇ씨가 근무한 지난해 12월6일 담배 판매 취소 기록이 몰려 있는 사실을 확인했다.
ㅇ씨는 지난해 11월22일부터 12월21일까지 고등학교 동창과 함께 이 편의점에서 일했다. ㅇ씨가 담배를 훔쳤다는 의심을 받고 있는 지난해 12월6일은 오후 아르바이트를 하던 ㅇ씨의 동창생이 오지 않아 ㅇ씨 혼자 오전 8시부터 오후 10시까지 일했다고 한다. 또 당시는 담뱃값 인상을 앞두고 담배 사재기가 극성을 부리던 때였다.
그런데 이자스민 의원실측은 이게 단순히 업무 미숙으로 인한 착오라고 해서 엄청난 비난이 있었다.

### 이자스민 의원 국회 본회의장 내에서 초코바 취식과 스마트폰 게임 논란
2015년 12월 2일 국회 본회의장 내에서 이자스민 의원이 음식물(초코바)를 먹고 스마트폰 게임을 하는 장면이 포착되었다. 국회법 제148조는 '의원은 본회의 또는 위원회의 회의장 안에 회의진행에 방해가 되는 물건 또는 음식물을 반입해서는 안된다'고 규정하고 있어서 국회법 위반이란 논란이 일었다.
그러나 후에 밝혀진 바로는 이는 본 회의 시작 전 시간에 한 행동이고, 이날 본회의가 오후 2시에 예정되어 있었는데 몇 차례 연기되다가 결국 오후 11시 10분에 시작되었으며, 심지어 40명의 의원은 이날 출석하지도 않았다. 국회 내 음식물 반입 금지도 법에는 있으나 사문화된 조항이라 큰 문제는 없다는 반론이 있다. 참고로 이자스민은 2016년 본회의를 제외한 모든 회의에서 출석률이 80% 이상이었다. 20대 국회를 보면 대한민국 국회의원들의 평균 출석률은 55% 정도에 불과했다.

## 학력
- 필리핀 바코어 파리시 초등학교(Bacoor Parish School) 수료
- 필리핀 파나보 센트럴 초등학교(Panabo Central Elementary School) 졸업
- 필리핀 파나보 메리놀 고등학교(Maryknoll High School of Panabo) 졸업
- 필리핀 아테네오 데 다바오 대학교(Ateneo de Davao University) 생물학과 중퇴

## 소속
- 2024. 5.20~ 정의당
- 2024. 2.~2024. 4. 녹색정의당 미래정책본부 성평등·인권·이주민본부장
- 2024. 1. 30.~2024. 5. 20 녹색정의당
- 2023. 3.~2023. 9. 국민통합위원회 이주민과의 동행특별위원회 위원
- 2022. 7.~2023. 8. 국민통합위원회 사회·문화 분과위원
- 2019. 11. 11.~2024. 1. 30. 정의당
- 2018. 7.~ 한국문화다양성기구 이사장
- 2017. 7.~ 한필헤리티지문화교육협회 대표
- 2017. 2.~2019. 11. 5. 자유한국당
- 2013. 3.~ 꿈드림학교 교장
- 청예단 청소년지킴이 국회의원
- 2012. 2.~2016. 6. 5. 새누리당
- 서울시청 글로벌 센터
- 서울시 외국인생활지원과 주무관
- 물방울 나눔회 사무총장

### 의정 활동
- 2012. 5.~2016. 5. 제19대 국회의원(비례대표, 새누리당)
- 2024. 1.~2024. 5. 제21대 국회의원(비례대표, 정의당)
  - 2024. 1.~2024. 5. 제21대 국회 후반기 문화체육관광위원회 위원

## 상훈
- 2012년 제8회 CICI Korea 시상식 한국이미지 맷돌상
- 2012년 제10회 미래를 이끌어갈 여성 지도자상
- 2011년 KBS 감동대상 한울타리상
- 2010년 환경재단 2010 세상을 밝게 만든 사람들

## 출연작

### 텔레비전
- MBC 나는 한국 남자와 결혼했다
- 글로벌 퀴즈쇼 한글왕
- 함께하는 한국어
- 외국인을 위한 한국어(중급)
- KBS1TV 러브 인 아시아
- KBS 여유만만

### 영화
- 완득이(2011년) - 이숙희 역
- 의형제(2010년) - 뚜이안 역

## 가족 관계
- 배우자: 이동호(1965~2010년 8월 8일)
  - 아들: 이승근(1996년~)
- 시아버지: 이석기
- 시어머니: 김종란(2022년 별세)

## 역대 선거 결과
|  | 42.8% |

|  | 9.67% |

## 소속 정당
| 소속 정당 | 소속 정당  | 소속 기간 | 비고      |
| --------- | ---------- | --------- | --------- |
|           | 새누리당   | 2012~2017 | 정계 입문 |
|           | 자유한국당 | 2017~2019 | 당명 변경 |
|           | 무소속     | 2019      | 탈당      |
|           | 정의당     | 2019~2024 | 입당      |
|           | 녹색정의당 | 2024      | 당명 변경 |
|           | 정의당     | 2024~2025 | 당명 변경 |
|           | 민주노동당 | 2025      | 당명 변경 |
|           | 정의당     | 2025~현재 | 당명 변경 |

## 같이 보기
- 국적법
- 다문화주의
- 대한민국의 국회의원
- 비례대표제
- 새누리당
- 정의당 (대한민국)
- 대한민국 제19대 국회의원 선거 새누리당 후보 목록#비례대표
- 대한민국 제21대 국회의원 선거 정의당 후보 목록#비례대표